# (96193) Edmonton
(96193) Edmonton (1991 TG16) – planetoida z grupy pasa głównego asteroid okrążająca Słońce w ciągu 4,13 lat w średniej odległości 2,57 j.a. Odkryta 6 października 1991 roku.